# John Lister Kaye (1er baronnet)
John Lister-Kaye, 1er baronnet (1772 - 28 février 1827) est un joueur de cricket anglais reconnu à la fin du XVIIIe siècle. Sa carrière dure de 1787 à 1798 et il joue principalement pour le Marylebone Cricket Club et le Surrey. Il fait 12 apparitions connues dans des matches de cricket de première classe.
Fils illégitime d'un baronnet, il est créé baronnet en décembre 1812, date à laquelle il hérite par testament des domaines des Lister. Il vit à Denby Grange près de Wakefield, Yorkshire. Un de ses fils, George Lister-Kaye (1803-1871), fait une apparition de cricket de première classe pour Sussex en 1828.

## Biographie
John Lister-Kaye est né à Denby Grange entre Wakefield et Huddersfield dans le West Riding of Yorkshire. Fils illégitime de John Lister-Kay, 5e baronnet de Denby Grange, il est l'unique héritier des familles Lister et Kaye, d'anciennes familles du Yorkshire remontant au Moyen Âge. Selon la tradition, la famille descend de l'un des Chevaliers de la table ronde du roi Arthur. Le seigneur féodal originel est Sir John Kaye, un chevalier qui accompagne Guillaume le Conquérant et épouse la fille de Sir John de Woodsham. Son petit-fils se marie avec l'héritière de Crompton, dans le Lancashire, créant les deux principales branches de Kaye dans le nord du Palatinat. Un fils de Kaye se marie dans la famille Tory Squires, les chevaliers Danby de Masham. Le 4 février 1641, Sir John of Woodsome apporte son soutien au roi Charles Ier et est créé baronnet pour ses services dans l'armée royaliste. Il meurt célibataire en 1789, laissant ses domaines à son fils naturel, tandis que le titre revient à son demi-frère cadet, Sir Richard Kaye, 6e baronnet, doyen de la Cathédrale de Lincoln. N'ayant pas d'enfants légitimes, le titre de baronnet s'éteint à la mort du sixième baronnet le jour de Noël 1809 .
L'acquisition par John des propriétés foncières de la famille lui est à l'origine du droit de se faire titrer baronnet, lorsque George III crée un nouveau titre par brevet le 28 décembre 1812. Parmi ses terres figurent les Manors de Burton (ou Kirkburton), Woodsham, Shelley et autres dans le Yorkshire.

## Famille
Sir John épouse Lady Amelia Grey, sixième fille de George Grey (5e comte de Stamford) le 18 octobre 1800 à Bowden Church à Cheshire. Le couple a quatre fils et six filles:
- John Lister-Kaye, 2e baronnet (18 août 1801 - 13 avril 1871), marié le 21 octobre 1824 à Matilda Arbuthnot, unique héritière de George Arbuthnot (1764-1805)
- George Lister-Kaye (14 novembre 1803 - 18 septembre 1871) 10e Dragoons
- Amelia Mary Lister Kaye (14 novembre 1803 - 20 février 1826), mariée à Falkiner Caleb Arthur Chute Sandes
- Arthur Lister Kaye (14 janvier 1805 - inhumé le 25 février 1834) recteur de Thornton, Yorkshire
- Sophia Lister Kaye (23 septembre - 19 décembre 1807)
- Sophia Charlotte Lister Kaye (31 mars 1809 - 17 février 1877) épouse le révérend Henry Spencer Markham de Clifton Rectory, Notts.
- Louisa Lister Kaye (28 septembre 1810 -)
- Henrietta Emilia Lister Kaye (28 décembre 1811 - 15 octobre 1878)
- Maria Lister Kaye (17 mars 1813 -)
- Henry Lister Lister-Kaye (14 juin 1814 -)
- Georgiana Lister Kaye (11 septembre 1815 - 29 juillet 1877), mariée à William Ford Hulton de Hulton Park

Lorsque John vend une partie de l'héritage Burton en 1827, il est transféré à la famille Sykes de Sledmere. Sir John est décédé le 28 février 1827.